# Massacre de Zini Gediği
 (octobre 2017).
Si vous disposez d'ouvrages ou d'articles de référence ou si vous connaissez des sites web de qualité traitant du thème abordé ici, merci de compléter l'article en donnant les références utiles à sa vérifiabilité et en les liant à la section « Notes et références ».
 (octobre 2017).
Le 6 août 1938, dans le village Kılıçkaya Köyü Zini Gediği de la province d'Erzincan en Turquie, les autorités assassinent 95 citoyens de confession alevie. Ces massacres s'inscrivent dans la politique de répression des alevis de Dersim. Regroupés à Zini Gediği, les villageois de Kılıçkaya (anciennement Surbahan), Galolardan, Magaçur, Brastik, Balibey et Kismikör sont assassinés par l'armée turque au seul motif d'être de confession alevie. Les ossements du charnier de Zini Gediği sont toujours visibles et aucune stèle commémorant ces massacres n'est érigée par les autorités qui refusent le caractère génocidaire des évènements. La justice turque considère ce massacre comme «un problème d'ordre public».